# Виборчий бюлетень
Ви́борчий бюлете́нь — офіційний документ для голосування на виборах, в якому виборець зазначає своє волевиявлення на підтримку окремих кандидатів та виборчих списків кандидатів, висунутих політичними партіями.

## Призначення
Виборчий бюлетень має низку функцій, зокрема: інформує виборця про вибори, кандидатури та порядок голосування; забезпечує таємне голосування; документує волевиявлення виборця для подальшого встановлення результатів виборів.

## В Україні
Форма і зміст виборчого бюлетеня та порядок встановлення результатів виборів визначаються законодавством (Закони України «Про місцеві вибори», «Про вибори народних депутатів України», «Про вибори Президента України») та рішеннями виборчих комісій, прийнятими у межах їх законних повноважень.
В Україні у виборчому бюлетені наводиться список варіантів голосування, один з яких виборець особисто відмічає позначкою та опускає бюлетень у виборчу скриньку. Для встановлення результатів виборів бюлетені виймаються зі скриньки і виборча комісія підраховує кількість голосів, відданих за кожну кандидатуру та партійний список, відповідно до позначок виборців у бюлетенях. Якщо у бюлетені відсутня позначка або таких позначок кілька, а також в інших передбачених законом випадках бюлетень визнається недійсним.
Виборчий бюлетень не є агітаційним матеріалом, однак його форма і зміст може вплинути на волевиявлення виборця. Оскільки перші позиції у списку виборці зазвичай прочитують, це може створити перевагу відповідним кандидатурам, тому для справедливості номери варіантів голосування у бюлетені розподіляються між кандидатурами шляхом жеребкування. Також, наприклад, замість популярних кандидатів та партій виборець може помилково проголосувати за технічних кандидатів, «двійників» зі схожими іменами та назвами, які висунуті виборчими штабами, що використовують брудні політичні технології.

## В Італії
В Італії знищення чужого виборчого бюлетеня карається тюремним строком від одного до шести років.